# 林久治郎

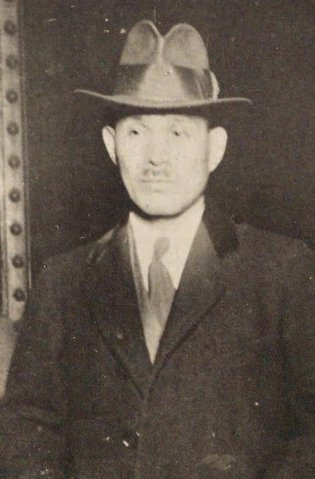
林久治郎

林 久治郎（はやし きゅうじろう、1882年10月17日 - 1964年7月23日）は、日本の外交官。駐ブラジル大使、南洋協会理事長。

## 来歴・人物
栃木県下都賀郡壬生町生まれ。同期11名中9位の成績で外務省に入省。同期に吉田茂（のちに内閣総理大臣）、広田弘毅（のちに外務大臣）、武者小路公共（のちに駐ドイツ大使）、池邊龍一（のちに東洋拓殖総裁）、平田知夫（第一次世界大戦でモスクワ総領事在任中、39歳で夭逝）、尾崎洵盛（のちに男爵）ら。
奉天総領事着任直後に関東軍の謀略により張作霖爆殺事件が起こると、当時外相であった幣原喜重郎に関東軍が陰謀を目論んでいる旨の電報を打電するなど、軍部の行動を批判し平和的解決に努めた。外務省退官後は南洋協会理事長やジャワ軍政監部最高顧問を務めるなど南方問題の専門家としても知られる。墓所は多磨霊園

## 略歴
- 1903年 早稲田大学英語政治科卒業
- 1906年 外交官及領事官試験合格
- 1907年 外務省入省
- 1919年 同省 福州総領事
- 1923年 同省 漢口総領事
- 1926年 同省 駐シャム特命全権公使
- 1928年 同省 奉天総領事
- 1932年 同省 駐ブラジル大使
- 1938年 財団法人南洋協会理事長
- 1942年 陸軍司政長官（3月17日付[2]、ジャワ軍政監部最高顧問）

## 同期入省者
- 広田弘毅 - 外務省欧州局長、駐ソビエト連邦大使、外務大臣、内閣総理大臣（第32代）
- 武者小路公共 - 駐ドイツ大使、日独防共協定日本側全権
- 吉田茂 - 駐イギリス大使、外務大臣、内閣総理大臣（第45・48・49・50・51代）
- 池邊龍一 - 内閣総理大臣秘書官、東洋拓殖総裁